# اقتصاد بولندا

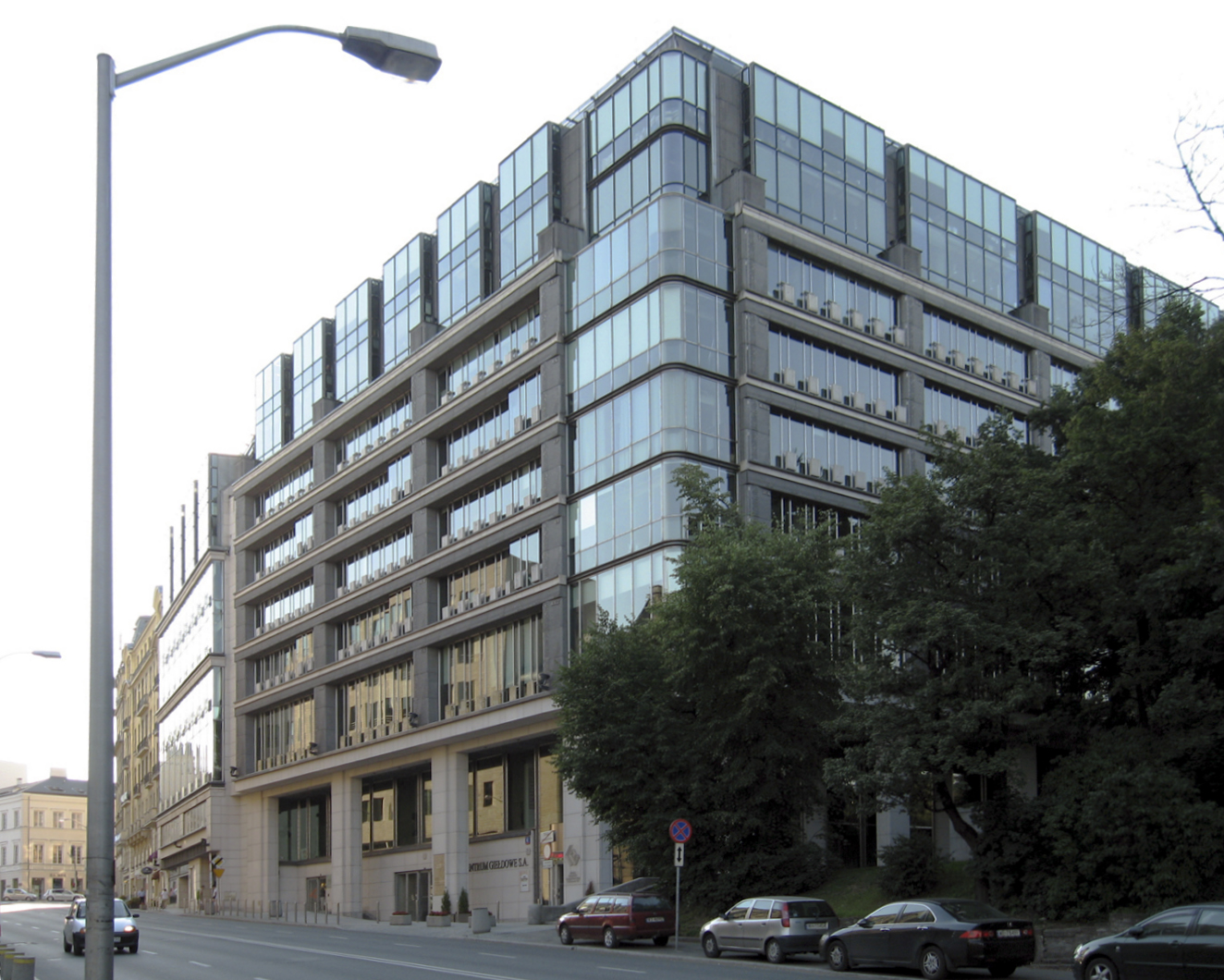
سوق صرافة وارسو هو الأكبر في شرق ووسط أوروبا.

يعد اقتصاد بولندا سادس أكبر اقتصاد في الاتحاد الأوروبي والأكبر بين أعضاء الكتلة الشرقية السابقة في الاتحاد الأوروبي. منذ عام 1990، انتهجت بولندا سياسة التحرير الاقتصادي وكان اقتصادها الوحيد في الاتحاد الأوروبي الذي تجنب الركود خلال فترة الأزمة المالية 2007-2008. اعتبارًا من عام 2019، كان الاقتصاد البولندي ينمو بشكل مضطرد على مدى السنوات الثمانية والعشرين الماضية، وهو رقم قياسي في الاتحاد الأوروبي لم تفوقه سوى أستراليا في الاقتصاد العالمي. سجل نصيب الفرد من الناتج المحلي الإجمالي حسب تعادل القوة الشرائية نموًا بلغ في المتوسط 6% سنويًا على مدى السنوات العشرين الماضية، وكان الأداء الأكثر إبهارًا في أوروبا الوسطى سببًا في زيادة الناتج المحلي الإجمالي للبلاد إلى سبعة أمثاله منذ عام 1990.
يصنف البنك الدولي بولندا باعتبارها دولة ذات اقتصاد مرتفع الدخل، وتحتل المرتبة الحادية والعشرين على مستوى العالم من حيث الناتج المحلي الإجمالي (الاسمي)، فضلاً عن المرتبة الرابعة والعشرين في مؤشر سهولة ممارسة الأعمال لعام 2017. يتسم اقتصاد بولندا بالتنوع الشديد، ويحتل المرتبة الحادية والعشرين في مؤشر التعقيدات الاقتصادية لعام 2016. يعد قطاع الخدمات العنصر الأكبر في اقتصادها (62.3%)، تليه الصناعة (34.2%) فالزراعة (3.5%). مع الإصلاح الاقتصادي عام 1989، ارتفع الدين الخارجي البولندي من 42.2 مليار دولار عام 1989 إلى 365.2 مليار دولار عام 2014. شحنت بولندا ما قيمته 224.6 مليار دولار أمريكي من السلع حول العالم عام 2017، بينما زادت الصادرات إلى 221.4 مليار دولار أمريكي. تتضمن أهم السلع التصديرية في البلاد الآلات والمعدات الإلكترونية والمركبات والأثاث والبلاستيك.
وفقًا لمكتب الإحصاء المركزي في بولندا، كان معدل النمو الاقتصادي البولندي 3.7% عام 2010، وهو أحد أفضل النتائج في أوروبا. في عام 2014، سجل اقتصادها نموًا بلغ 3.3%، وبلغ 3.8% عام 2015. رغم تباطؤ النمو الاقتصادي في عام 2016، بدأت تدابير التحفيز الحكومية إلى جانب اقتصاد عمل أكثر إحكامًا في أواخر عام 2016، بدأت بنشاط في تحقيق نمو جديد، والذي ذكر مكتب الإحصاء المركزي البولندي عام 2017، أنه بلغ 5.2%.
في 29 سبتمبر 2017، غيّر مصدر المؤشر، فوتسي راسل، وضع أو حالة السوق البولندي من سوق ناشئة إلى سوق متقدمة.
جاءت بولندا في المركز 41 في مؤشر الابتكار العالمي عام 2023، وتقدمت مركزاً واحداً في مؤشر عام 2024 لتصبح في المركز 40.

## تاريخ
شهدت بولندا أكبر زيادة في نصيب الفرد من الناتج المحلي الإجمالي (أكثر من 100%) بين بلدان الكتلة السوفيتية السابقة، ومقارنة ببلدان الاتحاد الأوروبي (نحو 45%). شهد الاقتصاد نموًا مستمرًا منذ عام 1992، حتى بعد الأزمة المالية في عام 2007.

### 1990-2009
اتبعت الدولة البولندية بثبات سياسة التحرير الاقتصادي طيلة تسعينيات القرن العشرين، أسفرت عن نتائج إيجابية بالنسبة للنمو الاقتصادي، لكن أسفرت عن نتائج سلبية بالنسبة لبعض قطاعات السكان. شجعت خصخصة الشركات الصغيرة والمتوسطة المملوكة للدولة والقانون الليبرالي بشأن إنشاء شركات جديدة على تنمية قطاع الأعمال الخاص الذي كان المحرك الرئيسي للنمو الاقتصادي في بولندا. يظل القطاع الزراعي عاجزًا بسبب المشاكل البنيوية، والعمالة الفائضة، والمزارع الصغيرة غير الفعالة، والافتقار إلى الاستثمار. تباطأت إعادة هيكلة «القطاعات الحساسة» وخصخصتها (مثل الفحم)، ولكن الاستثمارات الأجنبية الأخيرة في مجال الطاقة والصلب بدأت في تغيير المجرى. أسفرت الإصلاحات الأخيرة في مجالات الرعاية الصحية والتعليم ونظام معاشات التقاعد وإدارة الدولة، عن ضغوط مالية أكبر من المتوقع. يعد تحسين عجز الحساب وتشديد السياسة النقدية، مع التركيز على التضخم من بين أولويات الحكومة البولندية. يتوقف إحراز المزيد من التقدم في التمويل العام في الأساس على خفض تشغيل العمالة في القطاع العام، وإصلاح قانون الضرائب بحيث يشمل المزارعين الذين يدفعون حاليًا ضرائب أقل بكثير من تلك التي يدفعها غيرهم من ذوي مستويات دخل مماثلة.

### منذ الأزمة المالية 2009
منذ الركود العالمي عام 2009، استمر الناتج المحلي الإجمالي في بولندا في النمو. في عام 2009، عند ذروة الأزمة، هبط الناتج المحلي الإجمالي للاتحاد الأوروبي ككل بنسبة 4.5%، في حين ارتفع الناتج المحلي الإجمالي البولندي بنسبة 1.6%. في نوفمبر 2013، ظل حجم اقتصاد الاتحاد الأوروبي أدنى من مستوى ما قبل الأزمة، في حين ارتفع اقتصاد بولندا بنسبة تراكمية 16%. يبدو أن الأسباب الرئيسية وراء نجاحه كانت السوق الداخلية الضخمة (لكون بولندا في المرتبة السادسة في الاتحاد الأوروبي من حيث عدد السكان) والمناخ السياسي الصديق للأعمال التجارية. لعبت الإصلاحات الاقتصادية التي نُفذت بعد سقوط الاشتراكية في تسعينيات القرن العشرين دورًا كبيرًا؛ ففي الفترة بين عامي 1989 و2007 سجل اقتصاد بولندا نموًا بلغ 177%، أسرع من نمو بلدان أخرى في أوروبا الشرقية والوسطى، في حين تُرك الملايين بلا عمل في نفس الوقت.
مع ذلك، أثرت التقلبات الاقتصادية في الدورة الاقتصادية بالفعل على معدل البطالة في بولندا، والذي بلغ في أوائل عام 2013 نحو 11%. كان هذا المستوى لا يزال دون المتوسط الأوروبي وبدأ في الانخفاض لاحقًا. في أكتوبر 2017، بلغ معدل البطالة في بولندا 4.6% وفقًا ليوروستات.

## سوق العمل والأجور
ظهرت البطالة في بولندا بعد انهيار الاشتراكية، رغم معاناة الاقتصاد من مستويات مرتفعة من البطالة المستترة في السابق. انخفض معدل البطالة بعدها إلى 10% في أواخر تسعينيات القرن العشرين، ثم عاد إلى الارتفاع مجددًا في السنوات القليلة الأولى من القرن الحادي والعشرين، بالغًا ذروته بنسبة 20% في عام 2002. انخفضت النسبة منذ ذلك الحين، وإن كانت غير متكافئة. منذ عام 2008، كان معدل البطالة في بولندا دون المتوسط الأوروبي على الدوام.
انخفض المعدل أيضًا إلى دون 8% في عام 2015، ما أدى إلى احتمال عجز في العمالة.

## التجارة الخارجية والاستثمار الأجنبي المباشر
مع انهيار كتلة كوميكون التجارية (مجلس التعاون الاقتصادي) القائمة على الروبل عام 1991، أعادت بولندا توجيه تجارتها. في عام 1996، كانت 70% من تجارتها مع بلدان الاتحاد الأوروبي. تعد ألمانيا المجاورة الشريك التجاري الرئيسي لبولندا اليوم. انضمت بولندا إلى الاتحاد الأوروبي في مايو 2004. قبل ذلك، عززت التكامل والتجارة الإقليميين من خلال اتفاقية التجارة الحرة في أوروبا الوسطى، الذي شملت المجر وجمهورية التشيك وسلوفاكيا وسلوفينيا.
تعتبر بولندا عضوًا مؤسسًا في منظمة التجارة العالمية. بوصفها عضوًا في الاتحاد الأوروبي، تطبق التعريفة الخارجية المشتركة على السلع الواردة من البلدان الأخرى بما فيها الولايات المتحدة. تشمل الواردات الرئيسية لبولندا السلع الرأسمالية اللازمة لإعادة التجهيز الصناعي ولمدخلات التصنيع. تشمل صادرات البلاد الآلات، ولكنها متنوعة للغاية. تتمثل أكثر الصادرات نجاحًا في الأثاث والأغذية والزوارق ذات المحرك والطائرات الخفيفة والمنتجات الخشبية والملابس غير الرسمية والأحذية ومستحضرات التجميل. تعتبر ألمانيا أكبر مستورد لصادرات بولندا حتى عام 2013. في القطاع الزراعي، تشمل أكثر المصادر ربحًا في الخارج الأسماك المدخنة والطازجة والشوكولاتة الفاخرة ومنتجات الألبان واللحوم والخبز المتخصص، مع ما يفضي إليه سعر الصرف من نمو في الصادرات. في عام 2011، بلغت الصادرات الغذائية 62 مليار زووتي بولندي، بزيادة 17% عن عام 2010. تتلقى معظم الصادرات البولندية إلى الولايات المتحدة فوائد تعريفية بموجب برنامج نظام الأفضليات المعمم.
تُعد بولندا أقل اعتمادًا على التجارة الخارجية من أغلب بلدان أوروبا الوسطى والشرقية الأخرى، ولكن لا يزال حجم تجارتها مع أوروبا كبيرًا. في عام 2011، بلغ حجم التجارة (الصادرات مع الواردات) مع منطقة اليورو 40% كنسبة من الناتج المحلي الإجمالي، وهو ما تضاعف منذ منتصف تسعينيات القرن العشرين. تذهب 30% من صادرات بولندا إلى ألمانيا و30% أخرى إلى بقية أوروبا. شهدت صادرات بولندا إلى روسيا زيادة كبيرة. لكن في أغسطس 2014، انخفضت صادرات الفواكه والخضراوات إلى روسيا بشكل كبير في أعقاب الحظر الذي فرضته موسكو بدوافع سياسية.
بلغ الاستثمار الأجنبي المباشر 40% من الناتج المحلي الإجمالي في عام 2010، وهو ما يزيد على ضعف مستوى عام 2000. يأتي أغلب الاستثمار الأجنبي المباشر في بولندا من فرنسا وألمانيا وهولندا. تستثمر الشركات البولندية في المقام الأول في إيطاليا ولوكسمبورغ. معظم الاستثمار الأجنبي المباشر الداخلي في مجال التصنيع، ما يجعله عرضة للتقلبات الاقتصادية في البلدان المصدر.
قال السفير البولندي في الإمارات، رومان حواتشكييفتش، في حديث إلى غلف نيوز، إن الإمارات أصبحت أكبر شريك تجاري لبولندا في العالم العربي.
تقدم الحكومة للمستثمرين أشكالًا مختلفة من المساعدات الحكومية، مثل: ضريبة الشركات عند مستوى 19% وحوافز الاستثمار في 14 منطقة اقتصادية خاصة (من بين آخرين: الإعفاء من ضريبة الدخل، وإعفاء ضريبة العقارات، وأسعار الأراضي التنافسية)، والعديد من المجمعات الصناعية والتكنولوجية، وإمكانية الاستفادة من الصناديق الهيكلية التابعة للاتحاد الأوروبي، ومواقع براونفيلد أو غرينفيلد (المنشآت القائمة أو مشاريع البناء الجديدة). وفقًا للبنك الوطني البولندي، بلغ مستوى تدفق الاستثمار الأجنبي المباشر إلى بولندا في عام 2006 نحو 13.9 مليار يورو.
وفقًا للتقرير الصادر عن إرنست ويونغ، تحتل بولندا المرتبة السابعة في العالم من حيث جاذبية الاستثمار. مع ذلك، أفادت دراسة إرنست ويونغ حول الجاذبية الأوربية عام 2010، بأن بولندا شهدت انخفاضًا بنسبة 52% في خلق فرص عمل في الاستثمار الأجنبي المباشر وانخفاضًا بنسبة 42% في عدد مشاريع الاستثمار الأجنبي المباشر منذ عام 2008. طبقًا لتقرير منظمة التعاون الاقتصادي والتنمية (www.oecd.org)، كان البولنديون في عام 2004 أحد أكثر الشعوب اجتهادًا في العمل في أوروبا. مع ذلك، فإن القدرة على إنشاء وإدارة الأعمال بسهولة كانت السبب وراء المصاعب الاقتصادية؛ إذ وضع المنتدى الاقتصادي العالمي عام 2010 بولندا بالقرب من المرتبة الدنيا لبلدان المنظمة من حيث وضوح الإطار القانوني وكفاءته وحيادته، الذي تستخدمه الشركات لتسوية المنازعات.